# Ampithoe grubriformis
Ampithoe grubriformis är en kräftdjursart. Ampithoe grubriformis ingår i släktet Ampithoe och familjen Ampithoidae. Inga underarter finns listade i Catalogue of Life.